# Q'ara
Le q'ara est une variété de lama principalement élevée comme animal de bât et pour la consommation de sa viande. Essentiellement élevé en Bolivie, au Pérou et au nord du Chili, il est caractérisé par sa fourrure courte.

## Dénomination
Cette variété de lama est généralement connue sous le nom de q'ara, un nom originaire des langues quechua et aymara, aussi parfois transcrit sous les formes kara, k'hara, kcara, ccara ou encore cargera. Elle est aussi connue sous les noms de pelada au Pérou et lutica au Chili.

## Origines
Avant la colonisation espagnole, il est suggéré par des quipus que de nombreuses races de lama existaient, qui ont depuis disparu. Après la colonisation, l'on distingue jusqu'à quatre variétés de lamas, les deux principales sont les q'aras et les chakus. Le mélange entre les différentes variétés empêche la création d'une uniformité de phénotype suffisante pour distinguer des races à proprement parler ; une étude sur les lamas du Pérou menée en 2020 montre ainsi une différence génétique entre les q'aras et les chakus de l'ordre de 1,02 %.

## Description
Le q'ara est une variété de lama caractérisée par sa fourrure à deux couches de courte taille ; le tronc produit peu de laine quand la tête et les jambes en sont dépourvues. Le sous-poil tombe à un rythme saisonnier. Le diamètre des fibres est épais, et varie de 32,5 à 35,5 μm. La robe du q'ara est généralement grise, brune ou blanche, uniforme ou non avec parfois des parties noires. Son corps est long et fin et selon la base de données DAD-IS, le mâle a une hauteur au garrot moyenne de 1,05 m pour un poids moyen de 80 kg quand la femelle mesure 0,95 m pour 75 kg en moyenne.
Bien adapté aux hautes terres andines avec ses pentes raides, son climat aride et ses pâturages pauvres, le q'ara se retrouve principalement en Bolivie, au nord du Chili et au Pérou.
Les q'aras du district de Marcapomacocha dans la province de Yauli se distinguent des autres q'aras du Pérou et d'ailleurs, il est supposé que cette sous-variété n'a pas subi d'hybridation avec  les alpacas ; ils sont sensiblement plus grands, longs et lourds, et possèdent une robe similaire au guanaco sauvage avec un tronc brun, clair ou foncé, quand le ventre, l'abdomen et l'intérieur des jambes sont blancs, enfin la tête est noire avec le pourtour de la bouche, des yeux et des oreilles qui est blanc.

## Utilisation
Depuis la colonisation espagnole et le développement de l'industrie minière, l'usage principal du q'ara est celui d'animal de bât, comme toutes les autres variétés de lama. Du fait de sa fourrure courte, le q'ara est rarement rasé pour sa laine, environ tous les 3 ou 4 ans ; il est surtout vu comme le principal producteur de viande, le plus souvent séchée au soleil.